# Spongilla aspinosa
Spongilla aspinosa är en svampdjursart som beskrevs av Thomas Henry Potts 1880. Spongilla aspinosa ingår i släktet Spongilla och familjen Spongillidae.
Artens utbredningsområde är havet utanför Kanada. Inga underarter finns listade i Catalogue of Life.